# North Richland Hills
North Richland Hills – miasto w Stanach Zjednoczonych, w stanie Teksas, w hrabstwie Tarrant, na przedmieściach Fort Worth. Według spisu w 2020 roku liczy 69,9 tys. mieszkańców.

## Historia
Pierwsi osadnicy zaczęli przybywać na te tereny w lecie 1848 roku, prawa miejskie zaś miasto uzyskało w 1953 roku.

## Demografia
W 2020 roku 68% populacji stanowili biali (nie licząc Latynosów), co jest znacznie powyżej przeciętnej obszaru metropolitalnego Dallas. Latynosi stanowili 16,6% populacji, następnie 6,8% to byli czarni lub Afroamerykanie, 4,4% miało pochodzenie azjatyckie, 3,7% było rasy mieszanej i 0,9% to rdzenna ludność Ameryki.